# Rijksweg 59
Rijksweg 59 is een Nederlandse weg, autoweg en autosnelweg door de provincies Zeeland, Zuid-Holland en Noord-Brabant. De weg is uitgevoerd als gebiedsontsluitingsweg, autoweg en autosnelweg en bewegwijzerd als N59 en A59.

## Route
De N59 loopt vanaf Serooskerke met de aansluiting op de N57 op Schouwen-Duiveland via de Grevelingendam en Overflakkee naar knooppunt Hellegatsplein. De A59 loopt vandaar via de Volkerakdam, Zevenbergen, Moerdijk, Raamsdonksveer, Waalwijk en 's-Hertogenbosch naar Oss. Vanaf Hellegatsplein tot aan knooppunt Paalgraven is de weg een autosnelweg, met uitzondering van het stuk ter hoogte van knooppunt Hooipolder, waar het een autoweg is.
De A59 valt op de volgende trajecten samen met andere snelwegen:
- Tussen de knooppunten Hellegatsplein en Sabina met de A29.
- Tussen de knooppunten Noordhoek en Klaverpolder met de A17.
- Tussen de knooppunten Klaverpolder en Zonzeel met de A16.
- Tussen de knooppunten Empel en Hintham met de A2.

Diverse stukken van de A59 waren oorspronkelijk bedoeld als regionale weg en zijn in de loop der tijd als snelweg aangelegd. De weg staat in de volksmond bekend als de Maasroute en vervangt de oude regionale wegen van de Langstraat.
Tussen 2003 en 2005 werd het gedeelte van de rijksweg 59 tussen 's-Hertogenbosch en Oss omgebouwd van 2x2 rijstroken met verschillende gelijkvloerse kruisingen naar een 2x2 rijstroken autosnelweg met ongelijkvloerse kruisingen. Toen in 2003 de autosnelweg Oss-Eindhoven werd geopend kreeg deze weg het nummer A50. Om deze nieuwe snelweg ten oosten van Oss aan te sluiten op de A50 naar Emmeloord en de A59 naar 's-Hertogenbosch werd daar het knooppunt Paalgraven vernieuwd (voorheen de aansluiting met de N265 Oss-Eindhoven). De hoofdweg 's-Hertogenbosch-Oss-Oost, bekend als A50/N50, werd omgenummerd naar A59/N59. Voor deze ombouwing is in Rosmalen een stuk bos bij de zandverstuiving gekapt. Ook discotheek Goldfinger in Rosmalen moest wijken voor de snelweg.
Het grootste knelpunt op de A59 is het knooppunt Hooipolder bij Raamsdonksveer, dat aansluit op de A27. Feitelijk is dit geen volwaardig knooppunt, maar een afrit van de A27 van het type haarlemmermeeraansluiting. De snelweg wordt daardoor onderbroken door twee verkeerslichten, die het verkeer op de toeritten tot de A27 regelen. Deze situatie leidt in de spits tot (lange) files. Er worden diverse studies uitgevoerd om het knooppunt om te bouwen naar een modernere variant. Ook het knooppunt Paalgraven bij Oss, waarbij verkeer vanuit 's-Hertogenbosch in de richting van Eindhoven via een afslag met rotonde dient te rijden, blijkt een knelpunt te vormen. In afwachting van een definitieve oplossing worden daar in het najaar van 2014 tijdelijke maatregelen getroffen. Daarnaast is aansluiting 37 - Waalwijk omgebouwd tot een knooppunt vanwege de ontwikkeling van een nieuw industriegebied en het ombouwen van de N261 naar een volwaardige stroomweg met ongelijkvloerse aansluitingen.

## Kunstobjecten langs de A59
Kunstwerk "De Hoop" is een sculptuur van Rudi van de Wint die postuum langs de A59 tussen Nuland en Geffen is geplaatst. Het beeld toont veel overeenkomst met "Velden van Nevel beeld 1" dat in Hoogeveen langs de snelweg staat. De opdrachtgever was onaangenaam verrast.

## Hinder
In de gemeente Heusden is in 2005 een actiegroep, genaamd "Hoor de A59", opgericht met als doel het tegengaan van de overlast op de A59. Mede door toedoen van deze actiegroep is in 2008 besloten om tijdelijk de snelheid op het traject knooppunt Empel - Brug over het Afwateringskanaal 's-Hertogenbosch-Drongelen te verlagen naar 100 km/h, wat op veel weerstand stuitte. Deze maatregel zal worden teruggedraaid na plaatsing van geluidsschermen ter hoogte van Vlijmen en Drunen. De aanleg is in 2011 afgerond, de maximumsnelheid is echter nog niet verhoogd naar 120 km/h.

## Maximumsnelheid en aantal rijstroken
| Traject                                           | Aantal rijstroken | Maximumsnelheid                                    |
| ------------------------------------------------- | ----------------- | -------------------------------------------------- |
| N59                                               |                   |                                                    |
| Serooskerke N57 - Bruinisse                       | 2×1               | 80 km/h                                            |
| Bruinisse - Knooppunt Hellegatsplein              | 2×1               | 100 km/h                                           |
| A59                                               |                   |                                                    |
| Knooppunt Hellegatsplein - Knooppunt Noordhoek    | 2×2               | 130 km/h*                                          |
| Knooppunt Noordhoek - Knooppunt Klaverpolder      | 2×2               | 130 km/h*                                          |
| Knooppunt Klaverpolder - Knooppunt Zonzeel        | 2×3               | 130 km/h*                                          |
| Knooppunt Zonzeel - Knooppunt Hooipolder          | 2×2               | 130 km/h*, bij verkeerslichten Hooipolder: 70 km/h |
| Knooppunt Hooipolder - Waalwijk                   | 2×2               | 130 km/h*                                          |
| Waalwijk - Waalwijk-Oost                          | 2×2               | 120 km/h*                                          |
| Waalwijk-Oost - 's-Hertogenbosch-West             | 2×2               | 100 km/h                                           |
| 's-Hertogenbosch-West - Knooppunt Empel           | 2×2               | 120 km/h*                                          |
| Knooppunt Empel - Knooppunt Hintham               | 2×2               | 100 km/h                                           |
| Knooppunt Hintham - Verzorgingsplaats De Lucht    | 2×2               | 100 km/h                                           |
| Verzorgingsplaats De Lucht - Knooppunt Paalgraven | 2×2               | 130 km/h*                                          |
| * maximumsnelheid tussen 6 en 19h: 100 km/h       |                   |                                                    |

## Afbeeldingen

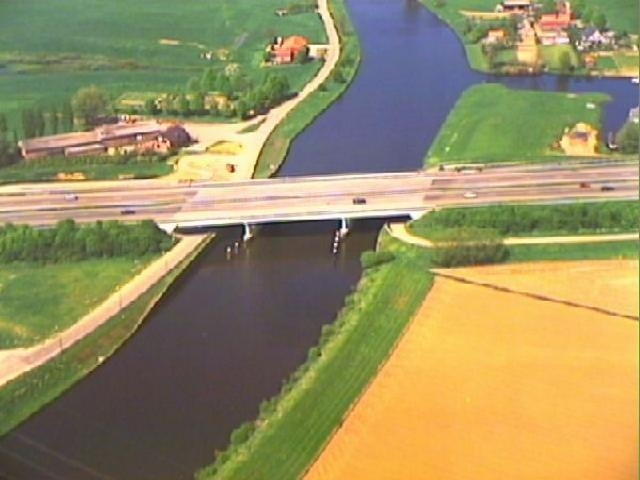
De A59 bij Engelen over de Dieze
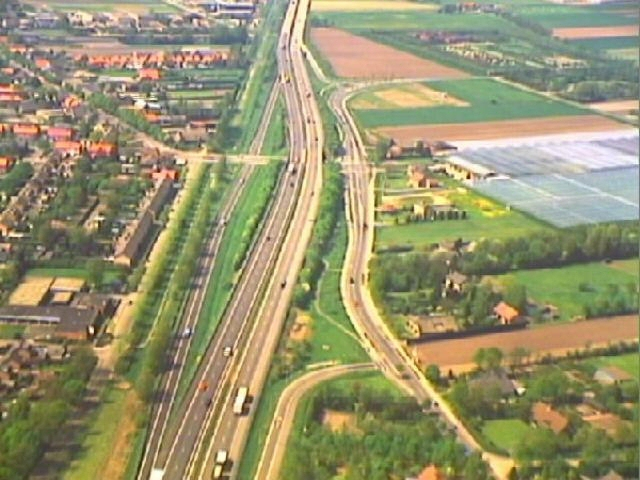
De A59 bij Vlijmen/Nieuwkuijk
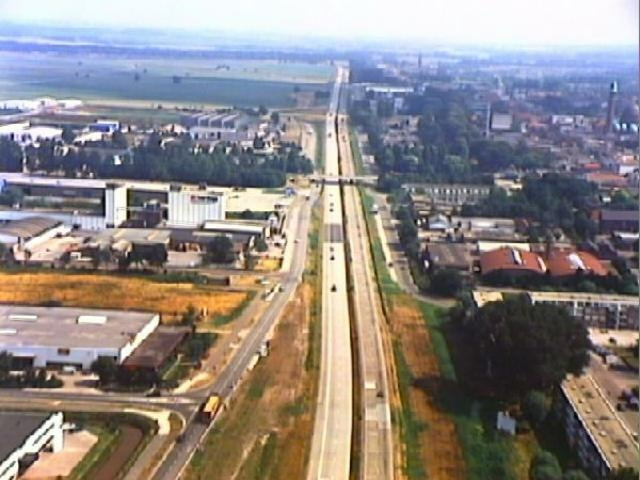
De A59 bij Waalwijk-West
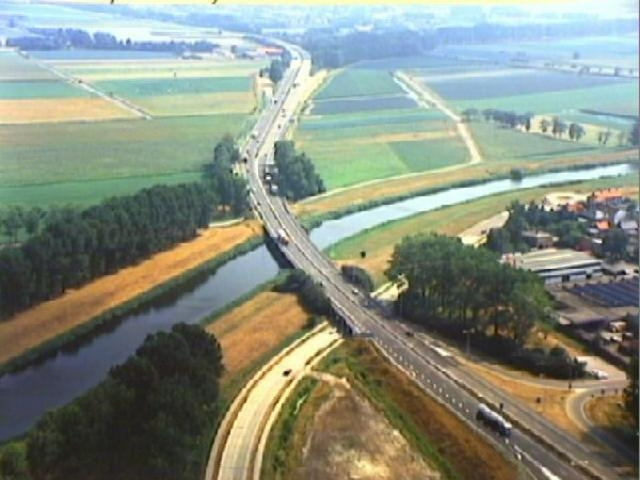
De A59 over het Afwateringskanaal 's-Hertogenbosch-Drongelen
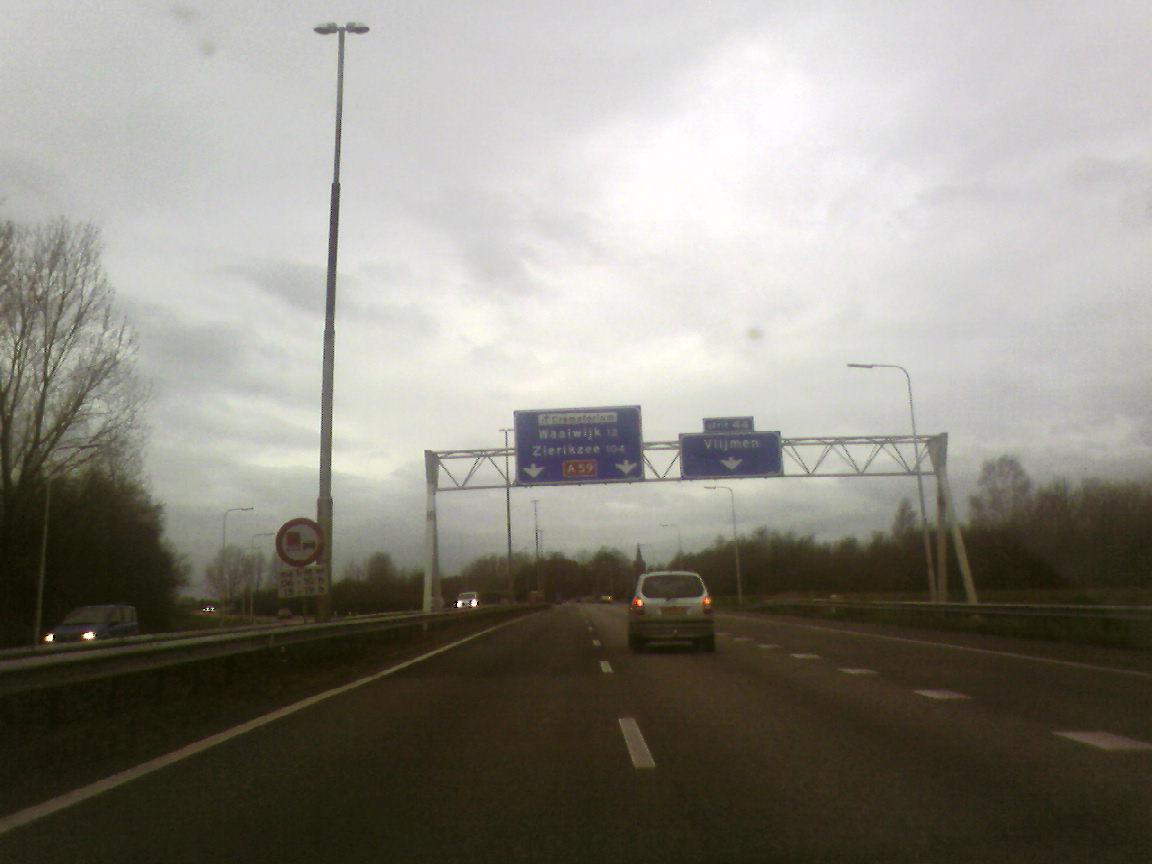
A59 bij afrit Vlijmen
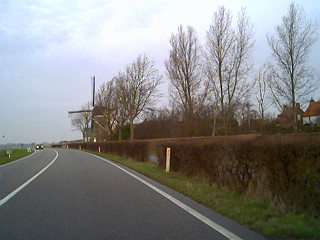
De N59 bij Moriaanshoofd, Zeeland